# وانگ مانلی
وانگ مانلی (انگلیسی: Wang Manli؛ زادهٔ ۱۷ مارس ۱۹۷۳) اسکیت‌باز سرعت اهل چین است.